# St. Peter (Herchen)

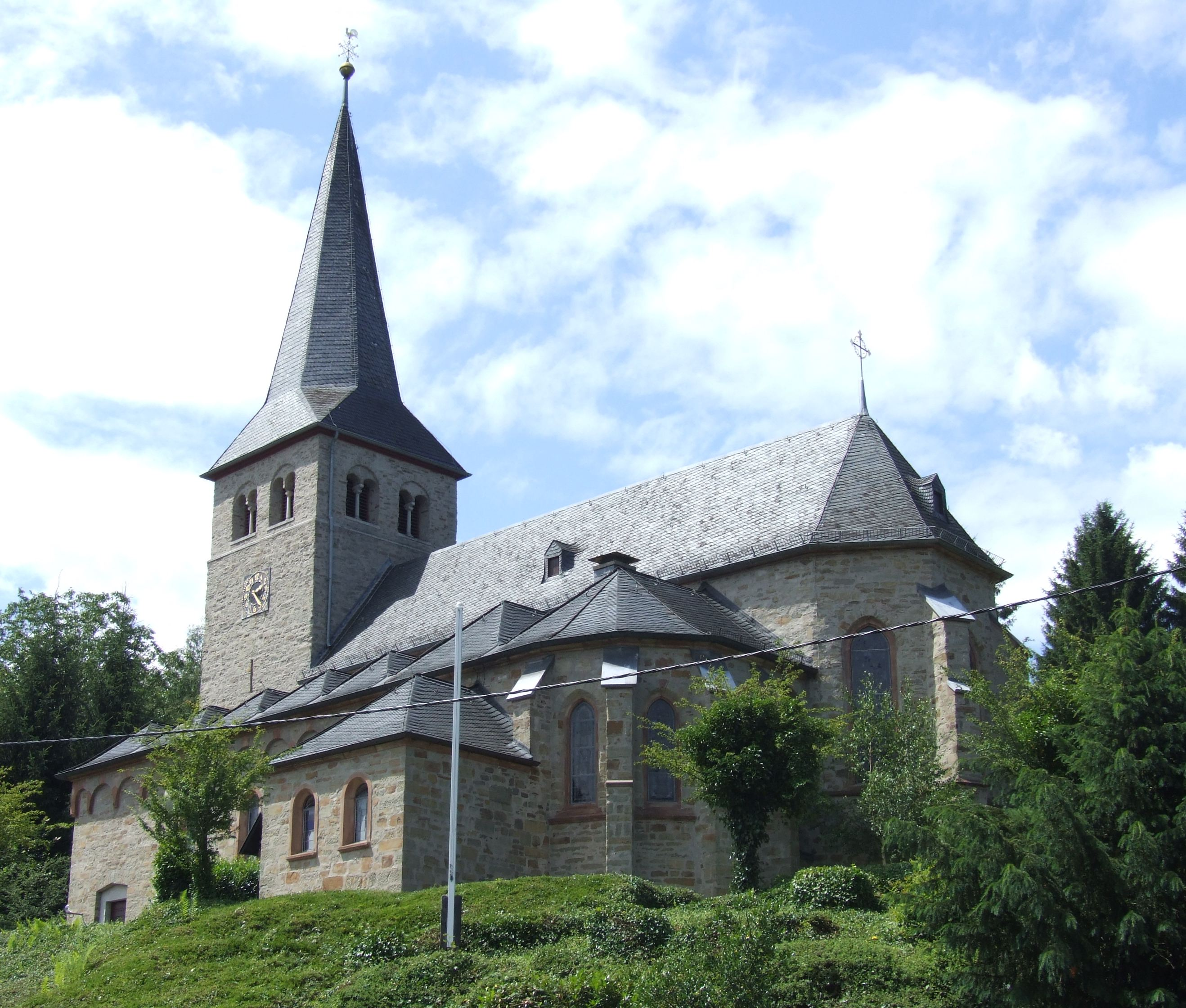
Sankt Peter in Windeck-Herchen, 2007

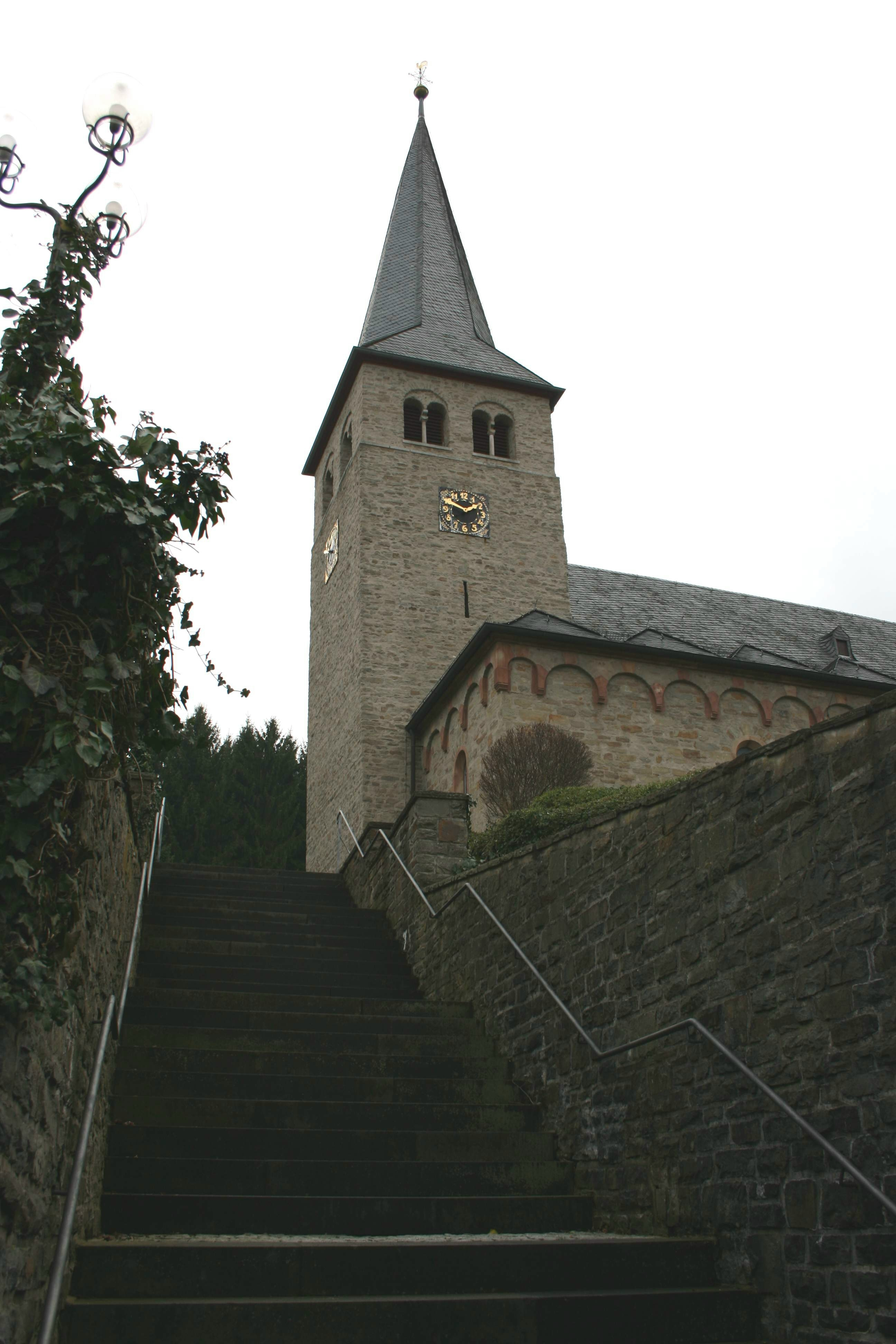
Die katholische Kirche Sankt Peter in Windeck-Herchen

Die römisch-katholische Pfarrkirche St. Peter in Herchen, einem Ortsteil der Gemeinde Windeck im Rhein-Sieg-Kreis in Nordrhein-Westfalen, wurde erstmals 1131 erwähnt und von Papst Innozenz II. dem Bonner Cassiusstift als zehntpflichtig bestätigt. Wann die erste und/oder auch die jetzige Kirche erbaut wurden, ist nicht genau bekannt.

## Beschreibung
Die Pfarrkirche St. Peter in Herchen ist ein dreischiffiger Bruchsteinbau mit romanischem, viergeschossigem Westturm und Mittelschiff, spätgotischer Choranlage und neueren Seitenschiffen. Auf der Barocktür steht Anno 1617, den 22. Tag Junij. Seit 1764 ist auf dem Mittelschiff ein Turmreiter angebracht. Der Taufstein ist ein Trachyt im frühgotischen Stil aus dem 13./14. Jahrhundert. In der Kirche befindet sich außerdem ein Triumphkreuz von Meister Tilman. Bei der Renovierung 1965 wurden Fresken wiederentdeckt, die das Hühnerwunder zeigen, das eigentlich an den Jakobsweg gebunden ist.

## Glaube
Zur Zeit der Reformation wurde Herchen lutherisch, die wenigen nicht übergetretenen Katholiken hielten ihren Gottesdienst während der Reformation in der alten Klosterkirche. Nach dem Tod des letzten reformierten Pfarrers wurde am 14. September 1638 vom Blankerberger Amtmann die Pfarrstelle durch Jesuiten besetzt. Die Kirche wurde aber weiter von der protestantischen Gemeinde mitbenutzt. Die Rechte am Friedhof um die Kirche wurden 1853 aufgehoben, der neue Friedhof wurde 1854 durch Losentscheid in evangelisch und katholisch geteilt. Erst am 27. Januar 1876 wurde nach langem Streit um Kostenbeteiligung von der evangelischen Gemeinde auf die Mitbenutzung der alten Kirche verzichtet und eine eigene Kirche erbaut. Die katholische Kirche wurde nach Auflösung des Simultaneums durch August Carl Lange umgestaltet.